# Guillermo Mendizábal
Guillermo "Wendy" Mendizábal Sánchez (* 8. Oktober 1954 in Mexiko-Stadt) ist ein ehemaliger mexikanischer Fußballspieler, der zu Beginn seiner Karriere als Innenverteidiger agierte, bald aber ins Mittelfeld beordert wurde und diese Position bis zum Ende seiner aktiven Karriere beibehielt. Später arbeitete er zunächst als Trainer und danach im Management. 2003 wurde er Vizepräsident des CD Veracruz.

## Karriere

### Verein
Mendizábal war zu Beginn seiner Karriere neun Jahre für seinen Heimatverein CD Cruz Azul aktiv, wechselte dann für zwei Jahre zu den UAG Tecos und danach für ein Jahr nach Spanien zum Madrider Stadtteilverein Rayo Vallecano. Zurück in Mexiko, spielte er fünf Jahre lang für den Club Deportivo Guadalajara, bei dem er seine aktive Karriere 1991 ausklingen ließ. Später arbeitete er als Trainer beim Club León und bei den UAT Correcaminos. Außerdem war er Sportdirektor bei seinem ehemaligen Verein Cruz Azul und ist seit 2003 als Vizepräsident des CD Veracruz tätig.
Insgesamt wurde Mendizábal dreimal Meister der mexikanischen Primera División: 1979 und 1980 mit Cruz Azul sowie 1987 mit Guadalajara. Interessant war, dass das Finale von 1987 ausgerechnet zwischen seinem damals aktuellen Verein Guadalajara und seinem Exverein Cruz Azul stattfand. Guadalajara konnte sich hierbei mit 3:0 und 1:2 relativ deutlich durchsetzen.

### Nationalmannschaft
Mendizábal feierte sein Debüt in der mexikanischen Nationalmannschaft am 14. Februar 1978 bei einem Gastspiel in El Salvador, das die Mexikaner mit 5:1 gewannen. Sein erstes Tor gelang ihm in seinem zweiten Länderspiel am 4. April 1978 gegen Bulgarien, das im Estadio Jalisco mit 3:0 gewonnen wurde. Insgesamt lief "Wendy" 24 Mal im Nationaltrikot seines Heimatlandes auf und erzielte drei Tore; die beiden anderen am 15. April 1980 in Guatemala (4:2) und am 9. November 1980 im Aztekenstadion gegen die USA (5:1). Ferner gehörte er zum mexikanischen Aufgebot bei der Fußball-Weltmeisterschaft 1978, wo er in allen drei Spielen Mexikos zum Einsatz kam. Sein letztes Länderspiel absolvierte Mendizábal am 22. November 1981 in Honduras, das torlos endete.

## Erfolge
- Mexikanischer Meister:  1979, 1980, 1987